# Princeton University Press
Princeton University Press é uma editora acadêmica independente, com estreitas ligações à Universidade de Princeton. Tem por objectivo difundir conhecimento academicista (i.e. aquele produzido no ambiente universitário) através da publicação de livros revisados por pares.
A editora foi fundada em 1905 por Whitney Darrow, com suporte financeiro de Charles Scribner, para servir à comunidade científica da universidade. Seu primeiro livro, Lectures on Moral Philosophy de John Witherspoon's, foi publicado em 1912.

## Prêmios Pulitzer
Seis livros publicados pela Princeton University Press foram agraciados com o prémio Pulitzer, são eles:
- Russia Leaves the War by George F. Kennan (1957)[3]
- Banks and Politics in America From the Revolution to the Civil War by Bray Hammond (1958)[4]
- Between War and Peace by Herbert Feis (1961)[5]
- Washington, Village and Capital by Constance McLaughlin Green (1963)[6]
- The Greenback Era by Irwin Unger (1965)[7]
- Machiavelli in Hell by Sebastian de Grazia (1989)[8]

## Literatura
- "Book of Lists: Princeton University Press at 100". Artforum International, 2005.